# Diastictis robustior
Diastictis robustior là một loài bướm đêm trong họ Crambidae.